# Mohamed Laïd Al-Khalifa
Mohamed Laïd Al-Khalifa, né le 28 août 1904 à Aïn Beida, dans la région d'Oum El Bouaghi, en Algérie, et mort le 31 juillet 1979  à Batna, est un poète réformateur algérien. Il est considéré, avec Moufdi Zakaria, comme le plus grand poète arabe  de l'époque moderne de l'Algérie. Il fut un membre influent de l'Association des oulémas musulmans algériens dès sa création en 1931.

## Biographie
Né le 28 août 1904 à Aïn Beïda dans une famille d'origine rurale, religieuse et conservatrice. Ses ancêtres s'étaient fixés dans la région d'Oued Souf, dans un petit village appelé Kouinine. Il termine ses études primaires à l'école coranique d'Aïn Beïda, avant que sa famille ne quitte Aïn Beïda pour Biskra en 1918. Il continuera ses études à la Zitouna de Tunis, qu'il dut interrompre après deux années pour des raisons familiales tout en continuant à se former par lui‑même.
Son premier poème écrit à 20 ans saluait la naissance d'un journal tunisien Al‑Asr (l'époque). Celui‑ci, le publia sur sa première page. À son retour en Algérie et parallèlement à sa fonction d'enseignant dans la médersa de Biskra, qui était le seul débouché pour les arabophones, il écrit dans les journaux réformistes tels que Sada Sabra, Ai Muntaqid, AchChihab et Al‑Islah.
Directeur de la médersa de la Jeunesse musulmane d'Alger pendant dix ans, il participa à la création de l'Association des oulémas musulmans algériens et, au début de la Seconde Guerre mondiale, il quitta Alger pour Biskra, Batna, ensuite Aïn M'lila où il s'installa comme directeur de sa médersa, jusqu'au déclenchement de la Guerre d'Algérie. La médersa fermée, Mohamed Laid fut arrêté à plusieurs reprises, emprisonné à Constantine où il rencontra le chef nationaliste Mostefa Ben Boulaïd, puis assigné à résidence à Biskra où il resta sous surveillance jusqu'à l'indépendance de l'Algérie.

## Postérité et hommages
En hommage à cet homme de lettres qui a voué sa vie à son peuple et à sa patrie en leur consacrant des poésies éternelles, l’Union des écrivains algériens lui décerna, en 1966, le prix du meilleur poète d’expression arabe. Par la même occasion, le ministère de l’Éducation algérien édita son œuvre volumineuse en un Diwan, grand recueil de poésie paru en 1967 à la SNED (3° édition en 1992). Ces poèmes sont inclus dans les programmes d'enseignement scolaires et universitaires algériens.